# Svag teoretisk begåvning
Svag teoretisk begåvning, tidigare benämnd svag begåvning, är en term som används för personer som har en intelligenskvot (IK) som ligger inom normalzonens nedre del, det vill säga ett IK på cirka 70–85, som i intervallets lägre värden gränsar till intellektuell funktionsnedsättning. Till skillnad från intellektuell funktionsnedsättning är svag teoretisk begåvning ingen psykiatrisk diagnos, varken i diagnosmanualen CDDR för ICD-11, i diagnosmanualen CDDG för ICD-10 eller i diagnosmanualen DSM-5-TR(jfr s. 821 och 836).
Någon absolut gräns för vad som räknas som svag teoretisk begåvning finns dock inte. Personer med svag teoretisk begåvning har ofta en bristande förmåga till abstrakt tänkande. I de flesta fall av svag teoretisk begåvning handlar det om en skada i det centrala nervsystemet, som hämmar begåvningsutvecklingen.
Personer med en svag teoretisk begåvning kan ha svårt att lära sig om omvärlden endast genom litteratur. Däremot kan deras föreställningsvärld vidgas genom resor och besök på andra orter.
Samhället har ofta sett personer med svag teoretisk begåvning som ett problem, eftersom de ofta uppvisar ett avvikande beteende. De kognitiva svårigheterna är däremot svårare att upptäcka, vilket ofta lett till att personer med svag teoretisk begåvning har blivit utfrysta och inte från skola och samhälle fått det stöd och den hjälp som de behöver. På senare tid har man gjort mera för de svagt begåvade. I vissa kommuner kan elever med svag teoretisk begåvning få undervisning tillsammans med elever som på grund av en lindrig utvecklingsstörning är mottagna i särskolan, dessa klasser kallas för samundervisningsgrupper. De kan även få annat stöd för att klara av skolgången, till exempel kognitiva hjälpmedel eller elevassistans.

## Terminologi
De svenska benämningarna för individer med en intelligenskvot på cirka 70–85 varierar mellan olika källor.
| Källa                                                                                    | Benämning på svenska                                                            | Benämning på engelska                 |
| ---------------------------------------------------------------------------------------- | ------------------------------------------------------------------------------- | ------------------------------------- |
| DSM-5-TR:836 (svensk benämning enligt Mini-D 5 : Diagnostiska kriterier enligt DSM-5-TR) | "intellektuell funktionsnivå på gränsen till intellektuell utvecklingsstörning" | "borderline intellectual functioning" |
| DSM-5 (svensk benämning enligt Mini-D 5 : Diagnostiska kriterier enligt DSM-5)           | "marginell intellektuell funktionsnedsättning"                                  | "borderline intellectual functioning" |
| DSM-IV-TR (svensk benämning enligt Mini-D IV : Diagnostiska kriterier enligt DSM-IV-TR)  | "marginell mental retardation"                                                  | "borderline intellectual functioning" |
| DSM-IV (svensk benämning enligt Mini-D IV : Diagnostiska kriterier enligt DSM-IV)        | "marginell mental retardation"                                                  | "borderline intellectual functioning" |
| DSM-III (svensk benämning enligt Mini-D : Diagnostiska kriterier enligt DSM-III)         | "marginell mental retardation"                                                  | "borderline intellectual functioning" |